# Heterozeuxine
Heterozeuxine é um género botânico pertencente à família das orquídeas (Orchidaceae).